# Ruby M. Ayres
 (octobre 2017).
Si vous disposez d'ouvrages ou d'articles de référence ou si vous connaissez des sites web de qualité traitant du thème abordé ici, merci de compléter l'article en donnant les références utiles à sa vérifiabilité et en les liant à la section « Notes et références ».
Ruby Mildred Ayres (née le 28 janvier 1881 à Watford  - morte le 14 novembre 1955 Weybridge) est une écrivaine et scénariste britannique.

## Biographie

### Enfance et formation
Elle est née le 28 janvier 1881 à Watford. C'est la troisième fille du mariage formé par Alice (née Whitford) et Charles Pryor Ayres, un architecte basé à Londres.

### Carrière
Elle a commencé à écrire alors qu’elle était une fille, et sa première histoire a été publiée dans un magazine peu de temps après son mariage, et en 1912, elle a publié son premier roman, Châteaux en Espagne.
En septembre 1915, avec son premier succès populaire, Richard Chatterton, V.C. (qui s’est vendu à plus de 50 000 exemplaires au cours des trois premières années), elle a déménagé des maisons d’édition à Hodder and Stoughton, où elle est restée jusqu’à sa mort en 1955. Elle a écrit plus de 150 romans et œuvres en feuilleton. Plusieurs de ses œuvres sont devenues des films et elle a écrit des scénarios pour Society for Sale, entre autres. Elle correspondait avec Douglas Sladen, et a peut-être aussi été une source d’inspiration pour le personnage de P. G. Wodehouse, Rosie M. Banks.

### Vie de famille
En 1909, elle a épousé Reginald William Pocock, un courtier d’assurances, et ils ont vécu à Harrow jusqu’à sa mort dans un accident de train. Veuve sans enfants, elle a déménagé chez sa sœur à Weybridge, dans le Surrey.

### Mort
Elle meurt le 14 novembre 1955 dans une maison de retraite de Weybridge, à l’âge de 74 ans, d’une pneumonie et d’une thrombose cérébrale. Elle a été incinérée quatre jours plus tard à Golders Green, dans le nord de Londres.

## Publications traduites en français
- L'Attente passionnée
- L'homme est le maître, Collection Stella N°404
- Le Cœur de tante Prim, 1948
- Croisière d'oubli, 1949
- Un double amour, 1954
- Traverses d'amour, 1954